# Natuurlijk leren
Mate van vrijheid
van de lerende om zijn eigen leerproces in te richten (afnemend van boven naar beneden)
| Vrij        |
| Onderneming |
| Project     |
| Probleem    |
| Opdracht    |
| Taak        |
| Instructie  |

Het voornaamste middel dat de onderwijsvorm gebruikt is een indicatie
Natuurlijk leren is een onderwijsvorm (zie ook Sudbury onderwijs en Democratisch onderwijs) die zo veel mogelijk aansluit bij de manier waarop kinderen en volwassenen buiten de school van nature leren. De onderwijsvorm is gebaseerd op het constructivisme, anders dan het klassikaal-methodisch onderwijs dat onder andere gebaseerd is op behaviorisme.

## Achtergrond
Natuurlijk leren of in het Engels natural learning werd in 1968 geconcretiseerd toen de Sudbury Valley School werd opgericht. Vanuit de Verenigde Staten spreidde het zich uit over de rest van de wereld. Rond 2000 werd het natuurlijk leren in Nederland geïntroduceerd. Bij de aanvang van het schooljaar 2005-2006 waren er 167 opleidingen die hun onderwijs vormgeven volgens het concept natuurlijk leren, waaronder basisscholen, scholen voor vmbo, havo/vwo en opleidingen in de bve-sector. Een van de meest gelezen werken is Koop een auto op de sloop van Alex van Emst. Soms wordt natuurlijk leren ook wel "Paradigma B" genoemd (zich onderscheidend van "Paradigma A", oftewel regulier onderwijs). De behoefte aan dit type onderwijs komt vooral voort uit de hoge mate van demotivatie van leerlingen in het reguliere onderwijs en de wens om creativiteit van leerlingen te bevorderen.
De visie achter dit type onderwijs is constructivisme. 
Het constructivisme gaat ervan uit dat leerlingen vooral leren in interactie. Het leren wordt door henzelf geconstrueerd. Er zijn verschillende leerstijlen. Sommige leerlingen gaan bij het leren stap voor stap te werk, anderen zoeken de grote lijn, en weer anderen hebben het vermogen hun aanpak aan te passen aan de taak.
Ook is elke leerling in meer of mindere mate in staat zijn eigen leerproces te sturen, dat wil zeggen de informatieverwerking te coördineren en te controleren.
Niet alleen leren leerlingen van hun interactie met docenten, maar ze leren ook van de onderlinge interactie. Veel constructivisten benadrukken deze rol van sociale interacties, ze hebben grote invloed op wat er wordt geleerd. Volgens het constructivisme verlenen wij dus zelf betekenis aan de wereld om ons heen.

## Uitgangspunten
Natuurlijk leren heeft een aantal uitgangspunten ten grondslag. Deze zijn echter niet specifiek voor deze vorm van onderwijs en komen gezamenlijk of apart ook voor in andere onderwijsvormen.
Enkele voorbeelden:
1. Er wordt een beroep gedaan op meerdere intelligenties. Naast taalkundig-verbale en  wiskundig-logische, is er ook sprake van ruimtelijk-visuele, lichamelijk-motorische, muzikaal-ritmische, sociale (interpersoonlijke), reflectieve (intrapersoonlijke) en natuurgerichte intelligentie.
2. Differentiatie is een basisgegeven van natuurlijk leren. Individuele leerprocessen, werken op  eigen niveau en eigen ontwerp van je leer- en ontwikkelingsroute zijn kenmerkend.
3. De leerlingen worden uitgedaagd tot actief leren. Daarvoor is het noodzakelijk de leerlingen vertrouwen te geven en zelfstandig op pad te laten gaan in de reële maatschappelijke context.

## De praktijk
1. Docenten staan met zijn drieën of meer voor een groep, die navenant drie of meer keer groter is dan een reguliere klas. De leerkrachten zijn met z'n drieën tegelijk aan het werk. Dat betekent dat het klassikaal toespreken van de hele groep niet meer voor de hand liggend is. Docenten lopen rond en helpen groepjes leerlingen.
2. Leraren vervullen in het natuurlijk leren twee rollen: het begeleiden/coachen van de leerlingen (de rol van leermeester) en het geven van workshops en trainingen: gespecialiseerde instructie (de rol van werkmeester).
3. Sturend voor het leerproces zijn niet de vakmethodes, maar het niveau en de keuze van de leerling. Docenten (kernteam) en de grote groep leerlingen zijn dus steeds minimaal één dagdeel gezamenlijk aan het werk.
4. Leerlingen werken o.a. aan prestaties, betekenisvolle en concrete opdrachten met een echte opdrachtgever, waar leerlingen uit kunnen kiezen. Het eindresultaat doet er dus toe. Prestaties zijn het hart van natuurlijk leren.
5. Om de zoveel weken is er een week van reflectie, terugkijken op wat de leerling heeft gedaan en wat het resultaat is. Leerlingen presenteren dit ook vaak aan elkaar.

## De wetenschap over natuurlijk leren
In de wetenschappelijke wereld is geen consensus over de effectiviteit van natuurlijk leren. Helaas lijkt er nauwelijks interesse binnen de wetenschap om dit onderwijs serieus te onderzoeken, gezien de uiterste schaarse aantal publicaties op dit onderwerp. Sudbury valley heeft zelf onderzocht dat de prestaties van leerlingen niet onderdoen van die van die in het reguliere onderwijs. De theorie van Gardner is zelf aan kritiek onderhevig. Er zijn onvoldoende empirische aanknopingspunten dat deze intelligenties bestaan. Gebruik van enkel meervoudige intelligenties in de onderwijspraktijk wordt afgeraden, ook binnen natuurlijk leren zelf, waar het enkel als inspiratiebron geldt. Onderzoek van de Universiteit Leiden toont aan dat de onderzochte leerlingen van de deze vorm van onderwijsinnovaties een hoger welzijn ervaren.

## Kritiek
Critici bepleiten dat het moreel onjuist is om leerlingen bloot te stellen aan een niet bewezen onderwijsconcept zoals het natuurlijk leren. Door aan te sluiten op de behoeften, leefwereld, ontwikkeling en niveau van de leerlingen bestaat het gevaar dat er onvoldoende oog is voor de doelen die de maatschappij aan het onderwijs heeft meegegeven. Volgens deze critici is leer je een aantal zaken enkel op school en niet daarbuiten: lezen, spelling, rekenen. School zou de enige plaats zijn waar generaties elkaar ontmoeten en waar kennis en cultuur wordt doorgegeven. Voor deskundigen die natuurlijk leren onderzocht hebben, geldt deze kritiek juist niet voor natuurlijk leren, maar voor klassikaal onderwijs. Zij geven aan dat je de maatschappij niet leert in een schoolbank maar juist door participatie. Voor klassikaal geschoolde leerlingen is vervolgens niet altijd duidelijk wat de waarde hiervan precies is voor de rest van hun leven. Het is enkel theorie uit een boekje. Door leerlingen vrij te laat om te doen wat ze zelf willen en wanneer ze dit willen, komen ze juist in aanraking met vele verschillende facetten van de maatschappij.